# Actium

Az actiumi csata térképe

Actium (mai neve: Punta) az ókori neve egy magas földfoknak a Északnyugat-Akarnaniában, Görögország nyugati részében, a Sinus Ambracius (a mai Amvrakiai-öböl) szájánál, a szoros északi oldalán Augustus császár építtette Nikopolisszal szemben.
A földnyelven állt az ókorban Apollo Actius temploma, amelyet Augustus megnagyobbíttatott. Augustus az itt lezajlott actiumi csata emlékére vezette be (vagy újrabevezette) Az Actia vagy Ludi Actiaci nevű ötévente tartott játékokat. A földnyelven volt az Actium nevű kisváros, vagy inkább falu is.

## Története
Actium eredetileg Anactorium korinthoszi gyarmatosítóié volt. Valószínűleg ők alapítottak Apollo Actius kultuszát és az Actia játékokat. Az i. e. 3. században az akarnaniaiak foglalták el, akik később itt tartották gyűléseiket.
Actium főképp arról ismert, hogy itt aratott döntő győzelmet i. e. 31. szeptember 2-án Octavianus - a későbbi Augustus császár - Marcus Antonius ellen. A háborúskodásnak véget vető konfliktust Antonius kezdeményezte.

## Fordítás
- Ez a szócikk részben vagy egészben  az   Actium című angol Wikipédia-szócikk ezen változatának fordításán alapul.  Az eredeti cikk szerkesztőit annak laptörténete sorolja fel. Ez a jelzés csupán a megfogalmazás eredetét és a szerzői jogokat jelzi, nem szolgál a cikkben szereplő információk forrásmegjelöléseként.

Koordináták: é. sz. 38,953°, k. h. 20,768°38.953000°N 20.768000°E